# Nagycenk
Nagycenk è un comune di 1 856 abitanti situato nella contea di Győr-Moson-Sopron, nell'Ungheria nordoccidentale.